# Milo O'Shea
Milo Donal O'Shea (Dublin, 2 de junho de 1926 - Manhattan, 2 de abril de 2013) foi um ator irlandês. Ele recebeu dois prêmios Tony de Melhor Ator em uma peça por suas performances em Staircase (1968) e Mass Appeal (1982). 

## Biografia
O'Shea nasceu e foi criado em Dublin e educado pelos irmãos cristãos na escola Synge Street, junto com seu amigo Donal Donnelly. Seu pai era cantor e sua mãe professora de balé. Por ser bilíngue, O'Shea se apresentou em teatros de língua inglesa e em irlandês na Abbey Theatre Company. Aos 12 anos, ele apareceu em César e Cleópatra, de George Bernard Shaw, no Gate Theatre. Mais tarde, estudou música e teatro na Guildhall School, em Londres, tornando-se  um pianista habilidoso.
Ele foi descoberto nos anos 50 por Harry Dillon, que dirigia o 37 Theatre Club no último andar de sua loja, a Swiss Gem Company, 51 Lower O'Connell Street Dublin. 

## Carreira
O'Shea começou a atuar no palco, depois se mudou para o cinema na década de 1960. Ele se tornou popular no Reino Unido, como resultado de estrelar no seriado da BBC Me Mammy ao lado de Yootha Joyce. Entre 1967 e 1968, ele apareceu no drama Staircase, co-estrelado por Eli Wallach e dirigido por Barry Morse, que se destaca como a primeira representação da Broadway de homens homossexuais sob uma luz séria. Por seu papel nesse drama, ele foi indicado ao Tony Award em 1968. 
O'Shea estrelou como Leopold Bloom na versão cinematográfica de Joseph Strick, de 1967, de Ulisses. Entre seus outros papéis memoráveis nos anos 60, estavam o bem-intencionado Frei Laurence em Romeo e Julieta de Franco Zeffirelli e o vilão Dr. Durand Durand (que tentou matar o personagem de Jane Fonda fazendo-a literalmente morrer de prazer) em O clássico de contracultura de Roger Vadim, Barbarella (os dois filmes foram lançados em 1968). Em 1984, O'Shea reprisou seu papel como Dr. Durand Durand (creditado como Dr. Duran Duran) para o filme de concerto de Duran Duran, em 1985, Arena (An Absurd Noion), já que seu personagem inspirou o nome da banda. Ele interpretou o Inspetor Boot no filme de terror / comédia Vincent Price, de Theatre of Blood 1973. 
Ele atuou em filmes americanos e em televisão, em seu memorável papel de coadjuvante no julgamento de Sidney Lumet, The Verdict (1982), com Paul Newman, um episódio de The Golden Girls, em 1987, e representando o Chief Justice of the Estados Unidos Roy Ashland na série de televisão The West Wing. Em 1992, O'Shea estrelou o final da temporada 10 da comédia Cheers e, em 1995, em um episódio do spin-off Frasier. No episódio de Frasier, ele interpretou o Dr. Schachter, um terapeuta de casais que aconselha os irmãos Crane juntos. Ele apareceu no episódio piloto da Early Edition como Sherman. 
Outras aparições no palco incluem Mass Appeal (1981), no qual ele originou o papel de "Father Tim Farley" (pelo qual foi indicado ao Tony Award como "Melhor Ator" em 1982), o musical Dear World no qual ele interpretou o Homem do Esgoto ao lado de Angela Lansbury como Condessa Aurelia, Cadáver! (1986) e um revival da Broadway em 1994, Filadélfia,Here I Come. 
O'Shea recebeu um diploma honorário da Universidade Quinnipiac em 2010.

## Pessoal
A primeira esposa de O'Shea foi Maureen Toal, uma atriz irlandesa, com quem ele teve dois filhos, Colm e Steven. Ele se divorciou dela em 1974. 
Ele era casado com a atriz irlandesa Kitty Sullivan, que ele conheceu na Itália, onde estava filmando Barbarella e ela fazendo um teste para Man of La Mancha. Ocasionalmente, o casal atuava em conjunto, como em uma remontagem da Broadway de 1981 de My Fair Lady. O'Shea e Sullivan não tiveram filhos juntos. Ambos adotaram a cidadania dos Estados Unidos e residiram na cidade de Nova York, onde ambos viveram a partir de 1976.

### Morte
O'Shea morreu em 2 de abril de 2013, na cidade de Nova York, após uma curta doença aos 86 anos de idade.

## Filmografia

### Filme
| Year | Título                              | Personagem              | Notas          |
| ---- | ----------------------------------- | ----------------------- | -------------- |
| 1940 | Contraband                          | Air Raid Warden         | não-acreditado |
| 1946 | Great Expectations                  | Condenado               | não-acreditado |
| 1950 | Talk of a Million                   | Signwriter              |                |
| 1958 | Never Love a Stranger               | Off-Screen Narrator     | não-acreditado |
| 1959 | This Other Eden                     | Pat Tweedy              |                |
| 1962 | Mrs. Gibbons' Boys                  | Horse                   |                |
| 1963 | Carry On Cabby                      | Len                     |                |
| 1964 | Never Put It in Writing             | Danny O'Toole           |                |
| 1967 | Ulysses                             | Leopold Bloom           |                |
| 1968 | Romeo and Juliet                    | Frei LoLourenço         |                |
| 1968 | Barbarella                          | Concierge/Durand-Durand |                |
| 1969 | The Adding Machine                  | Mr. Zero                |                |
| 1970 | Paddy                               | Harry Redmond           |                |
| 1970 | The Angel Levine                    | Dr. Arnold Berg         |                |
| 1970 | Loot                                | Mr. McLeavy             |                |
| 1971 | Sacco e Vanzetti                    | Fred Moore              |                |
| 1973 | The Love Ban                        | Padre Andrew            |                |
| 1973 | Theatre of Blood                    | Inspetor Boot           |                |
| 1973 | Steptoe and Son Ride Again          | Doutor Popplewell       |                |
| 1973 | Digby, the Biggest Dog in the World | Dr. Jameson             |                |
| 1974 | Professor Popper's Problem          | Dr. Klein               |                |
| 1974 | Percy's Progress                    | Professor Crabbit       |                |
| 1979 | Arabian Adventure                   | Khasim                  |                |
| 1980 | The Pilot                           | Doutor O'Brian          |                |
| 1982 | The Verdict                         | Juiz Hoyle              |                |
| 1985 | The Purple Rose of Cairo            | Padre Donnelly          |                |
| 1989 | The Dream Team                      | Dr. Newald              |                |
| 1990 | Opportunity Knocks                  | Max                     |                |
| 1991 | Only the Lonely                     | Doyle                   |                |
| 1992 | The Playboys                        | Freddie                 |                |
| 1997 | The Butcher Boy                     | Padre Sullivan          |                |
| 1997 | The Matchmaker                      | Dermot O'Brien          |                |
| 2000 | Moonglow                            | Peter Brener            |                |
| 2002 | Puckoon                             | Sgt. McGillikuddie      |                |
| 2003 | Mystics                             | Locky                   |                |

### Televisão
| Year    | Título                                                       | Personagem            | Notas                                   |
| ------- | ------------------------------------------------------------ | --------------------- | --------------------------------------- |
| 1951    | The Passing Show                                             | Performer             | Episódio: The Years of Change           |
| 1957-58 | Armchair Theatre                                             | Performer             | 2 episódios                             |
| 1958    | Theatre Night                                                | Shawn Keogh           | Episódio: The Hearts a Wonderer         |
| 1960    | ITV Television Playhouse                                     | Performer             | 3 episódios                             |
| 1960    | On Trial                                                     | Charles Armstrong     | Episódio: W.T. Stead                    |
| 1961    | The Play of the Week                                         | Presenter             | Episódio : Waiting for Godot            |
| 1961    | No Hiding Place                                              | Perkins               | Episódio: Mr. and Mrs. Smith            |
| 1962    | Out of This World                                            | Jacob Luke            | Episódio: Pictures Don't Lie            |
| 1962    | Z-Cars                                                       | Caxton/Chauncey       | 2 episódios                             |
| 1963    | Maupassant                                                   | Brument               | Episódio: Women and Money               |
| 1963    | First Night                                                  | Benjy Spillane        | Episódio: My One True Love              |
| 1964    | Festival                                                     | Leopold Bloom         | Episódio: Bloomsday                     |
| 1960-65 | ITV Play of the Week                                         | Performer             | 4 episódios                             |
| 1965    | Drama 61-67                                                  | Sam Quilly            | Episódio: Drama 65' Murder Shoes        |
| 1965    | Theatre 625                                                  | Mulligan              | Episódio: Portrait of the North         |
| 1966    | The Wednesday Play                                           | Brother Arnold        | Episódio: Silent Song                   |
| 1966    | Pardon the Expression                                        | Uncle Mike            | Episódio: Heads Down                    |
| 1966    | Thirty-Minute Theatre                                        | Fred                  | Episódio: Friday Night's the Best Night |
| 1967    | Uncle Charles                                                | Renzo Phillipe        | Episódio: Mrs. Phillipe is Hurt         |
| 1968    | Journey to the Unknown                                       | Matt Dystal           | Episódio: The New People                |
| 1965-69 | Out of the Unknown                                           | Monty/Henry           | 2 episódios                             |
| 1969    | Galton and Simpson Comedy                                    | Alec Hemphill         | Episódio: Pity Poor Edie                |
| 1970    | On the House                                                 | Mr. McGonigle         | The Great McGonigle                     |
| 1970    | The Glorious Uncertainty                                     | Sam Price             | Filme de televisão                      |
| 1968–71 | Me Mammy                                                     | Bunjy Kennefick       | 21 episódios                            |
| 1971    | Jackanory                                                    | Storyteller           | 5 episódios                             |
| 1971    | Andorra                                                      | The Teacher           | Filme de televisão                      |
| 1972    | Tales from the Lazy Acre                                     | Various roles         | 7 episódios                             |
| 1973    | And No One Could Save Her                                    | Patrick Dooley        | Filme de televisão                      |
| 1973    | The Protectors                                               | Prince Carpiano       | Episódio: A Case for the Right          |
| 1973    | Orson Welles Great Mysteries                                 | Father Crumlish       | Episódio: In the Confessional           |
| 1974    | QB VII                                                       | Dr. Lotaki            | 3 episódios                             |
| 1968-74 | Comedy Playhouse                                             | Various Roles         | 2 episódios                             |
| 1974    | Microbes and Men                                             | Paul Erlich           | 2 episódios                             |
| 1975    | My Son Rueben                                                | Dennis Baxter         | Episódio: Better to Have Loved and Lost |
| 1977    | The Best of Families                                         | Patrick Rafferty      | Mini-Série                              |
| 1977    | Peter Lundy <br id="mwAnY"><br>and the Medicine Hat Stallion | Brisly                | Filme de televisão                      |
| 1980    | Portrait of a Rebel: The Remarkable Mrs. Sanger              | Higgins               | Filme de televisão                      |
| 1980    | A Time for Miracles                                          | Performer             | Filme de televisão                      |
| 1984    | Two by Forsyth                                               | Performer             | Filme de televisão                      |
| 1984    | Jennifer Slept Here                                          | Grandpa               | Episódio: Life with Grandfather         |
| 1984    | Ellis Island                                                 | Casey O'Donnell       | 3 episódios miniseries                  |
| 1985    | Arena (An Absurd Notion)                                     | Duran Duran           | Curta                                   |
| 1986    | St. Elsewhere                                                | Brendan Connelly      | Episódio: Lost Weekend                  |
| 1987    | Broken Vows                                                  | Monsignor Casey       | Filme de televisão                      |
| 1987    | Angel in Green                                               | Father Mahon          | Filme de televisão                      |
| 1987    | Once a Hero                                                  | Abner Bevis           | 3 episódios                             |
| 1987    | Who's the Boss                                               | Judge Kresheck        | Episódio: Car and Driver                |
| 1987    | The Golden Girls                                             | Buddy Rourke          | Episódio: Charlie's Buddy               |
| 1988    | Beauty and the Beast                                         | Evan Brannigan        | Episódio: Temptation                    |
| 1991    | The Commish                                                  | Frank Atkins          | Episódio: No Greater Gift               |
| 1992    | Cheers                                                       | Uncle Roger           | Episódio: An Old-Fashioned Wedding      |
| 1993    | Murder in the Heartland                                      | Clem Gaughan          | 2 episódios                             |
| 1995    | Frasier                                                      | Dr. Schachter         | Episódio: Shrink Rap                    |
| 1996    | Early Edition                                                | Sherman               | Episódio: Piloto                        |
| 1998    | Spin City                                                    | Father Larry          | Episódio: The Paul Bearer               |
| 1999    | Swing Vote                                                   | Justice Greene        | Filme de televisão                      |
| 1999    | Oz                                                           | Dr. Frederick Garvey  | 3 episódios                             |
| 2000    | Madigan Men                                                  | Milo                  | 2 episódios                             |
| 2003-04 | The West Wing                                                | Chief Justice Ashland | 2 episódios                             |

### Teatro
| Ano     | Título                   | Função              | Local                               | Ref.  |
| ------- | ------------------------ | ------------------- | ----------------------------------- | ----- |
| 1968    | Escadaria                | Harry C. Leeds      | Teatro Biltmore, Broadway           | [ 8 ] |
| 1969    | Dear World               | The Sewerman        | Teatro Mark Hellinger, Broadway     | [ 8 ] |
| 1976    | Sra. Profissão de Warren | Rev. Samuel Gardner | Teatro Vivian Beaumont, Broadway    | [ 8 ] |
| 1976-77 | Comediantes              | Eddie Waters        | Teatro da caixa de música, Broadway | [ 8 ] |
| 1977-78 | Um toque do poeta        | Jamie Cregan        | Teatro Helen Hayes, Broadway        | [ 8 ] |
| 1979    | Pigmalião                | Alfred Doolitte     | Teatro Ahmanson, Califórnia         | [ 8 ] |
| 1981    | Minha Bela Dama          | Alfred Doolitte     | Teatro Uris, Broadway               | [ 8 ] |
| 1981-82 | Apelo às massas          | Padre Tim Farley    | Booth Theatre, Broadway             | [ 8 ] |
| 1986    | Cadáver!                 | Major Walter Powell | Teatro Helen Hayes, Broadway        | [ 8 ] |
| 1989-90 | Encontre-me em St. Louis | Vovô                | Teatro Gershwin, Broadway           | [ 8 ] |
| 1994    | Filadélfia, aqui vou eu! | SB O'Donnell        | Centro do palco direito, Broadway   | [ 8 ] |

## Prêmios e indicações
| Ano  | Prémio                       | Categoria                | Trabalho indicado | Resultado |
| ---- | ---------------------------- | ------------------------ | ----------------- | --------- |
| 1968 | British Academy Film Awards  | Iniciante mais promissor | Ulisses           | Indicado  |
| 1968 | Prêmios Tony                 | Melhor Ator em uma peça  | Escadaria         | Indicado  |
| 1982 | Prêmios Tony                 | Melhor Ator em uma peça  | Apelo às massas   | Indicado  |
| 1982 | Prêmio Drama Desk            | Melhor Ator em uma peça  | Apelo às massas   | Indicado  |
| 1982 | Círculo de Críticos Externos | Melhor Ator em uma peça  | Apelo às massas   | Venceu    |